# Episodi di The Good Fight (prima stagione)
La prima stagione della serie televisiva statunitense The Good Fight è stata resa disponibile dal servizio internet CBS All Access dal 19 febbraio al 16 aprile 2017, mentre l'episodio pilota è stato trasmesso da CBS.
In Italia, la stagione è stata pubblicata sulla piattaforma on demand TIMvision il 14 novembre 2017.
| n° | Titolo originale                  | Titolo italiano                                  | Pubblicazione USA | Pubblicazione Italia |
| -- | --------------------------------- | ------------------------------------------------ | ----------------- | -------------------- |
| 1  | Inauguration                      | Inaugurazione                                    | 19 febbraio 2017  | 14 novembre 2017     |
| 2  | First Week                        | Prima settimana                                  | 19 febbraio 2017  | 14 novembre 2017     |
| 3  | The Schtup List                   | La lista Schtup                                  | 26 febbraio 2017  | 14 novembre 2017     |
| 4  | Henceforth Known as Property      | D'ora in poi chiamati proprietà                  | 5 marzo 2017      | 14 novembre 2017     |
| 5  | Stoppable: Requiem for an Airdate | Battuta d'arresto: Requiem per una messa in onda | 12 marzo 2017     | 14 novembre 2017     |
| 6  | Social Media and Its Discontents  | Social media e malumori                          | 19 marzo 2017     | 14 novembre 2017     |
| 7  | Not So Grand Jury                 | Una non così Gran Giurì                          | 26 marzo 2017     | 14 novembre 2017     |
| 8  | Reddick v Boseman                 | Reddick contro Boseman                           | 2 aprile 2017     | 14 novembre 2017     |
| 9  | Self Condemned                    | Auto condannato                                  | 9 aprile 2017     | 14 novembre 2017     |
| 10 | Chaos                             | Caos                                             | 16 aprile 2017    | 14 novembre 2017     |

## Inaugurazione
- Titolo originale: Inauguration
- Diretto da: Brooke Kennedy
- Scritto da: Phil Aiden Robinson, Robert King e Michelle King

### Trama
A Chicago scoppia lo "scandalo Rindell": Henry Rindell, popolare consulente finanziario, viene accusato dall'FBI di aver creato uno schema Ponzi, frodando i suoi clienti per milioni di dollari. Tra le vittime indirette della frode c'è anche Maia, la figlia di Henry: lavora come avvocato ma a causa della risonanza dello scandalo viene licenziata. Inoltre inizia a ricevere pesanti minacce e molestie da quanti hanno perduto tutti i loro soldi.
Un'altra vittima è Diane Lockhart, vecchia amica di Henry e madrina di Maia: con Rindell aveva investito il suo fondo pensione che ora risulta completamente perduto. Diane aveva programmato di lasciare finalmente il suo lavoro di avvocato ma ora è del tutto priva di fondi e non può permettersi di farlo. È costretta a recuperare la caparra versata per una casa in Provenza e si spinge addirittura a chiedere che il marito Kurt presenti istanza di divorzio: i due sono già separati, dopo che Kurt ha tradito Diane con una delle sue studentesse, ma la formalizzazione del divorzio servirebbe a proteggere i beni di Kurt a rischio (come quelli della stessa Diane) di sequestro. L'uomo però rifiuta di accettare la definitiva conclusione del matrimonio.
Diane tenta di recedere dalla decisione sul pensionamento, ma con il suo vecchio Studio ha già firmato un accordo che la impegna. Prova allora a contattare altri Studi, ma senza successo. Alla fine è Adrian Boseman dello Studio Reddick, Boseman e Kolstad che le offre un lavoro; lo studio è fondato e gestito da afroamericani e lei sarà l'unico avvocato bianco. Barbara Kolstad è contraria alla scelta; è invece a favore Lucca Quinn, che a sua volta lavora nello Studio: conosce Diane da anni, la considera un bravo avvocato, furbo e pieno di passione, una risorsa. Dunque Diane entra come socia minoritaria con accesso agli utili, e riesce a fare assumere anche Maia come associata.
- Altri interpreti: Gary Cole (Kurt McVeigh), Paul Guilfoyle (Henry Rindell), Bernadette Peters (Lenore Rindell), Jerry Alden (Howard Lyman), Zach Grenier (David Lee), Helene Yorke (Amy Breslin), Scott Bryce (Rupert Lennox), David A. Gregory (Zach Devine), John Clarence Stewart (Leigh Hunter), Scott Aiello (Andrew Throeau)

## Prima settimana
- Titolo originale: First Week
- Diretto da: Allan Arkush
- Scritto da: Ryan Pedersen e Joey Scavuzzo

### Trama
Nel nuovo Studio Diane ritrova anche Marissa Gold: venuta a portarle alcune cose dal vecchio Studio, la ragazza le risolve al volo un problema e riesce a farsi assumere come sua assistente. Malgrado la buona situazione Diane continua ad avere difficoltà economiche: dovrebbe versare alla Reddick la sua quota di capitale ma il vecchio Studio la trattiene.
Il primo lavoro in cui Maia viene coinvolta è la settimanale assistenza pro bono che la Reddick fornisce alla SWSMU, una organizzazione sindacale. Con l'aiuto di Lucca, Maia prende a cuore il caso di Frank Gwinn che vorrebbe fare causa alla fabbrica di scarpe in cui lavora: l'uomo è stato accusato di un ingente furto di scarpe e per rivalersi l'azienda ha iniziato a trattenere quote del suo stipendio. Il lavoratore si dichiara innocente ma soprattutto contesta l'entità del furto, calcolato in base al prezzo di vendita e non su quello di produzione. Benché lo Studio non si mostri interessato ad aiutarle, Maia e Lucca decidono di procedere.
Durante l'arbitrato da loro richiesto scoprono che Gwinn ha rilasciato una confessione, ammettendo il furto. Tuttavia scoprono anche che tale confessione è stata firmata al termine di un estenuante interrogatorio durato ben sette ore: in pratica è stata estorta e il responsabile dell'azienda, a loro parere, potrebbe addirittura essere accusato di sequestro di persona. Cambiano però strategia quando apprendono che Gwinn è stato interrogato secondo il metodo Friedman, una serie di domande e osservazioni volte a determinare la colpevolezza del sospettato e a ottenerne una confessione; è un discusso metodo adottato da alcuni dipartimenti di polizia, ma non accettato in tutti gli Stati.
Frequentando uno dei seminari che insegnano il metodo, Lucca si accorge che quasi tutti gli allievi sono direttori di varie aziende: in pratica il metodo sembra essere la base abituale su cui si fondano i contrasti tra aziende e lavoratori, quindi Lucca e Maia decidono di trasformare la causa di Gwinn in una class action. Purtroppo il sindacato è profondamente contrariato per l'iniziativa, che porterebbe a un inasprimento dei rapporti con le aziende, quindi rifiuta il suo appoggio, senza il quale sarà difficile individuare altri lavoratori a cui sia stato trattenuto lo stipendio.
Con l'aiuto di Marissa il problema viene parzialmente risolto e in aula Lucca e Maia riescono a smontare il metodo Friedman. Il giudice Charles Abernathy sembra incline a deliberare in loro favore quando Andrea Stevens, la rappresentante dell'accusa, esibisce documenti che dimostrano come Gwinn sia già stato accusato di furto in passato e come abbia mentito in proposito. Ciò danneggia non solo l'attuale posizione di Gwinn, ma anche la possibilità di portare avanti la class action, dalla quale i finanziatori si ritirano.
Nel frattempo Diane è andata a parlare con Henry, che le ha ribadito la propria innocenza: secondo lui a ideare la frode è stato il suo socio (e fratello) Jax Rindell che poi per salvarsi si è rivolto per primo all'FBI, muovendo false accuse. Diane rifiuta di difendere personalmente Henry, ma promette che gli cercherà un bravo avvocato.
Maia ha cominciato a farsi qualche domanda sullo scandalo: parlando con la madre Lenore ha iniziato a dubitare della sua sincerità anche se la donna insiste nel proclamare l'innocenza propria e del marito. I sospetti di Maia sembrano confermati quando la ragazza scopre con rabbia e sgomento che probabilmente Lenore e Jax hanno una relazione.
- Altri interpreti: Christine Lahti (Andrea Stevens), Paul Guilfoyle (Henry Rindell), Tom McGowan (Jax Rindell), Helene Yorke (Amy Breslin), John Elison Conlee (Benji Diyardian), James Martinez (Frank Gwinn), Robert Picardo (Alan Manheim), Todd Susman (giudice Kevin Drago), Denis O'Hare (giudice Charles Abernathy)

## La lista Schtup
- Titolo originale: The Schtup List
- Diretto da: Marta Cunningham
- Scritto da: Tegan Shohet

### Trama
Maia litiga furiosamente con la madre Lenore: averla trovata in compagnia di Jax, in ambigue circostanze, ha rafforzato i suoi sospetti sul fatto che i due abbiano tramato per incastrare suo padre Henry.
Lo Studio assume la difesa del dottor Picot accusato non di negligenza, bensì di terrorismo. Quando è stato arrestato, infatti, il dottore stava guidando in teleconferenza un'operazione chirurgica in Siria, materialmente condotta da personale locale non specializzato. Il Paese è in guerra e la Procura, rappresentata dall'avvocato Morello, sostiene che il giovane paziente sia un terrorista, a cui è vietato fornire qualunque tipo di supporto. Insinuando il dubbio sul fatto che Picot ne fosse a conoscenza o meno, la difesa riesce a ottenere per lui la libertà su cauzione, con un pagamento di duemila dollari. Di lì a poco però il dottore viola i termini della libertà, riprendendo il collegamento per l'operazione, e viene così arrestato di nuovo.
Parte delle difficoltà economiche che Diane continua a incontrare sono dovute al fatto che un grosso cliente dello Studio non ha ancora versato l'acconto di cui è debitore: la Reddick ha dunque bisogno di tutto il capitale, compresa la quota ancora mancante di Diane, per tenere in equilibrio il bilancio. Il motivo per cui il cliente non ha pagato è legato a ragioni di opportunità e alla nuova amministrazione che si è recentemente insediata: il cliente intende passare a un altro Studio afroamericano che abbia finanziato Donald Trump.
Si scopre che alla Reddick l'unico che abbia votato per i Repubblicani è Julius Cain. Boseman decide dunque che sia lui il portavoce per le nuove proposte al grosso cliente. Il piano ottiene esito positivo ma Andrew Hart, il titolare dello Studio alternativo che il cliente avrebbe voluto scegliere, mette in guardia Julius: ora i suoi colleghi sono lieti che abbia procurato loro un lauto guadagno, ma nessuno dimenticherà che lui è un conservatore e un potenziale avversario. Gli lascia un biglietto da visita e offre il suo aiuto, se in futuro Julius ne avrà bisogno.
All'udienza del processo contro Picot la giudice Suzanne Morris chiede che l'accusa presenti prove certe sul fatto che il paziente sia un terrorista. Uno dei testimoni chiamati per sostenere l'affermazione si lascia sfuggire che il giovane è membro dell'ISIS: la difesa ha così la possibilità di esigere che ne sia rivelata l'identità. Si tratta di Tarik Aboulafia, un cittadino americano di origine siriana.
Forte di questa scoperta, la difesa rintraccia e fa testimoniare la madre di Tarik. La donna spiega che il vero terrorista è l'altro suo figlio, Aimar; Tarik si è recato in Siria solo per convincere il fratello a tornare a casa. Tarik però aveva acquistato un biglietto aereo per Aimar, biglietto che equivale a un supporto materiale per un terrorista riconosciuto: la giudice Morris ordina dunque che Picot rimanga in custodia, negandogli il permesso di portare a termine l'operazione.
La situazione però si complica quando in Siria Aimar irrompe armato nell'ospedale di fortuna, minacciando di uccidere tutto il personale se il fratello non verrà curato. L'accusa cede e il giudice delibera in favore di Picot.
Nel frattempo Maia ha visitato il padre in carcere. Malgrado la presenza dei rispettivi avvocati i due riescono ugualmente a intendersi: Maia comunica i suoi dubbi e Henry le chiede di recuperare dal computer di Jax la cosiddetta "lista Schtup", l'elenco dei clienti per cui il Fondo gestito dai Rendell ha compiuto operazioni illegali. Maia si reca a casa di Jax e con la complicità di Marissa, che lo tiene occupato al telefono, riesce a scaricare copia della lista.
Nel processo contro Picot Lucca e Morello erano avversari, ma evidentemente attratti l'uno dall'altro hanno continuato a punzecchiarsi amabilmente. Al bar, mentre approfondiscono la loro conoscenza, vengono raggiunti dalla notizia di un bombardamento che in Siria ha eliminato un pericoloso terrorista: Aimar Aboulafia. Capiscono così che sin dall'inizio lo scopo degli americani era stato quello di stanarlo, sorprendendolo in un luogo definito e conosciuto: l'ospedale, al capezzale del fratello.
- Altri interpreti: Justin Bartha (Colin Morello), Zachary Knighton (dottor Randolph Picot), Paul Guilfoyle (Henry Rindell), Tom McGowan (Jax Rindell), Ron Canada (Andrew Hart), Scott Bryce (Rupert Lennox), Christian Campbell (dottor Spencer Mara), Anna Khaja (Zeinah Aboulafia), Damon Owla (Aimar Aboulafia), Jane Alexander (giudice Suzanne Morris)

## D'ora in poi chiamati proprietà
- Titolo originale: Henceforth Known as Property
- Diretto da: Alex Zakrewski
- Scritto da: Joey Hartstone

### Trama
La nuova cliente dello Studio Reddick è Laura Salano: tempo prima, bisognosa di soldi, la donna aveva venduto alla clinica Lake Drive dodici suoi ovuli per ventimila dollari. Ora, uscita da un cancro alle ovaie, ha deciso di avere un bambino: poiché il contratto prevedeva che gli ovuli fossero utilizzati entro cinque anni, e ne sono già passati otto, Laura chiede che le siano restituiti. Purtroppo la Lake Drive non esiste più, quindi il percorso degli ovuli deve essere faticosamente ricostruito: sono finiti al Politecnico di Chicago e undici sono già stati usati a fini di ricerca. L'ultimo è nascosto da documenti confidenziali, Lucca e Diane riescono però a scoprire che è già stato fecondato e destinato a una coppia di coniugi inglesi, gli Haight. Laura decide di ricorrere al tribunale per fare valere i propri diritti.
Durante l'udienza si scopre che l'ovulo sarà impiantato in Inghilterra e non in America perché l'intervento previsto è una sostituzione del DNA mitocondriale, non ammesso negli Stati Uniti. In pratica verranno utilizzati solo i geni dell'embrione di Laura per ovviare ad alcune carenze e permettere alla signora Haight di partorire un bambino sano. Il problema rimane quello di stabilire a chi appartenga l'embrione. Il giudice, seppur disgustato dal dover deliberare su di un embrione come se si trattasse di una proprietà qualunque, sottolinea che gli Haight lo hanno acquistato in buona fede: quindi lo assegna a loro.
Quando però Lucca scopre che per la legge inglese il massimo consentito per la compravendita di ovuli è settecentocinquanta sterline (mentre Laura ha ricevuto una somma ben superiore) l'intervento diventa impossibile anche in Inghilterra. In mancanza di alternative gli Haight, stizziti, manifestano l'intenzione di distruggere l'embrione; il giudice allora, ulteriormente disgustato, lo assegna a Laura che saprà farne un uso migliore.
Nel frattempo un'altra cosa preoccupa Diane: ha visto Mike Kresteva parlare con Adrian Boseman nel suo ufficio. Diane conosce Kresteva perché in passato l'uomo ha reso un inferno la vita della sua ex amica Alicia Florrick. Kresteva è stato da poco nominato consigliere speciale con l'incarico di studiare il modo migliore per mettere un freno alla brutalità della polizia; poiché è proprio quello il tipo di cause di cui spesso si occupa lo Studio, il colloquio con Boseman dovrebbe portare all'elaborazione di una strategia comune. Diane però, che non lo reputa onesto, non si fida e di lì a poco le circostanze le danno ragione: Kresteva cita Adrian, Diane, Lucca e Maia di fronte al Gran Giurì.
Al Gran Giurì Kresteva cerca di accusare Diane e lo Studio di non aver interesse a combattere realmente le violenze della polizia perché ci guadagnano troppo, dato che il 30% dei loro introiti deriva da questo tipo di cause. Diane capisce che Kresteva sta cercando di incastrarli: nemmeno a lui interessa risolvere il problema, per ragioni politiche vuole soltanto diminuire il numero dei processi. Lucca chiede l'aiuto di Morello e l'uomo le promette che parlerà con il superiore di Kresteva.
Nel frattempo Maia ha scoperto che qualcuno le ha creato un falso profilo social; poiché a un certo punto vi compaiono anche alcune sue foto molto intime, la ragazza capisce che il responsabile è Ted, un fotografo con cui ha avuto una relazione finita non troppo bene. Il ragazzo ammette la propria responsabilità ma con soddisfazione dice anche di non poter aiutare Maia perché il bot è ineliminabile. Marissa riesce almeno a fare sospendere momentaneamente il profilo, ma di lì a poco Maia viene sommersa da una marea di fake news che la riguardano e che finiscono per essere diffuse da altri siti di varia attendibilità: secondo uno degli articoli Maia avrebbe comprato gioielli per migliaia di dollari, presumibilmente con gli introiti della truffa paterna.
Marissa aiuta Maia nell'unico modo possibile: montando contro Ted una pesante campagna di fake news altamente dannose. Minacciato di perdere lavoro e reputazione, Ted promette che smetterà di perseguitare Maia se lei farà altrettanto. Tuttavia i falsi articoli non spariscono completamente, continuano a circolare e Maia decide di iniziare a ignorarli.
Mike Kresteva però sembra intenzionato a servirsene.
- Altri interpreti: Justin Bartha(Colin Morello), Matthew Perry (Mike Kresteva), Becky Ann Baker (Alma Hoff), Prema Cruz (Laura Salano), Peter Gerety (giudice Timothy Stanek), Andrew Sellan (Nicholas Haight), Sarah Golden (Courtney Haight), Julian Elfer (dottor Richard Norwood), Peter Mark Kendall (Ted Acker-Byrne)

## Battuta d'arresto: Requiem per una messa in onda
- Titolo originale: Stoppable: Requiem for an Airdate
- Diretto da: Ron Underwood
- Scritto da: Marcus Dalzine

### Trama
Lo Studio fa causa a un network che ha licenziato Keith Fisk, uno dei suoi sceneggiatori, accusato di aver rubato l'episodio di una serie TV di cui è l'autore, e di averlo poi diffuso online. La trama dell'episodio è vagamente ispirata (con nomi cambiati) a fatti che coinvolgono Donald Trump e Fisk si difende affermando di non aver guadagnato nulla dal presunto furto. Il network continuava a tergiversare, si autocensurava perché inizialmente nessuno aveva creduto alla vittoria di Trump, ma dopo l'elezione si sono temute rappresaglie. Fisk sostiene insomma che il suo sia stato un atto di protesta politica, benché il network lo accusi di aver pensato piuttosto alla propria carriera. In base alla normativa sul diritto d'autore, che considera l'episodio di proprietà del network che lo ha commissionato, il giudice delibera contro lo sceneggiatore.
Il processo continua grazie a un ricorso ma le cose non migliorano, tanto che si arriva al punto in cui a Fisk viene consigliato il patteggiamento. Ma proprio quando la causa sembra ormai perduta, Lucca viene informata che Trump ha pubblicato un tweet in cui si congratula con il network per aver difeso le proprie posizioni: ciò equivale a un'interferenza del governo che fa rientrare il caso nel Primo Emendamento. Fisk ottiene così la vittoria.
Mike Kresteva continua la sua offensiva contro lo Studio, che giudica attaccabile (attraverso Maia) anche per le sue connessioni con lo "scandalo Rindell". Rinfaccia pesantemente a Maia il presunto acquisto dei gioielli e i ripetuti contatti con il padre, poi si reca in carcere a trovare Henry, con il quale stringe un accordo: in cambio di alcuni nomi presenti nella "Lista Schtup" Henry viene rilasciato su cauzione e può tornare a casa. Maia continua a nutrire dubbi e perplessità. Tra l'altro, dati gli sviluppi della situazione, il suo stesso nome potrebbe essere a rischio se Henry decidesse di tradirla e comprometterla, rivelando il ruolo che la ragazza ha avuto nel recupero della lista.
Poiché nemmeno Morello può aiutarli, i membri dello Studio decidono di cercarsi un avvocato che li difenda contro Kresteva; Lucca consiglia il nome di Elsbeth Tascioni e malgrado le eccentricità che contraddistinguono la donna, Boseman finisce per acconsentire. E in effetti la scelta si rivela azzeccata: al primo incontro Mike Kresteva sottovaluta Elsbeth e tenta di intimidirla. In seguito però, quando riesce a intravedere meglio la forza e l'astuzia dell'avvocatessa al di là dei suoi modi apparentemente svagati, Kresteva inizia a essere seriamente preoccupato.
Kurt va a trovare Diane e le chiede di aiutarlo con un discorso sulla balistica che a breve dovrà tenere di fronte a numerosi rappresentanti della polizia; per ringraziarla, le regala una pistola. Dopo averlo letto, Diane si accorge che il discorso è troppo tecnico e convince Kurt a semplificarlo, rendendolo migliore. L'intervento di Kurt ottiene poi un grande successo e la cosa contribuisce a riavvicinare marito e moglie, che passano la notte insieme. Quando però Kurt chiede a Diane di tornare a vivere con lui Diane non accetta, benché sia ancora nei guai sul versante economico: Barbara continua a chiederle di versare la sua quota di capitale e minaccia di declassarla a semplice consulente se ciò non avverrà.
Il problema viene risolto quando Diane reincontra casualmente Neil Gross, il titolare di ChumHum. Intenzionato a cambiare il suo pool di avvocati, l'imprenditore le chiede di difendere i suoi interessi nel Midwest anche perché ha molto apprezzato l'impegno dello Studio contro quel network che si è dimostrato debole e succube nei confronti di Trump. Inizialmente Diane si trova in difficoltà perché in realtà il network sembra in vantaggio, ma la conclusione favorevole del processo le spiana la strada: per portare Gross allo Studio Diane chiede di diventare socia titolare. Inoltre la sua quota di capitale sarà detratta dagli utili del nuovo cliente. Boseman accetta.
Lucca e Morello iniziano una vera e propria relazione e lentamente la ragazza comincia ad aprirsi, parlando di sé come sino a quel momento non aveva ancora fatto.
- Altri interpreti: Justin Bartha (Colin Morello), Matthew Perry (Mike Kresteva), Kelli O'Hara (Deirdre Kresteva), Paulo Costanzo (Keith Fisk), Gary Cole (Kurt McVeigh), Greta Lee (Amber Wood-Luz), Paul Guilfoyle (Henry Rindell), John Benjamin Hickey (Neil Gross), John Procaccino (giudice Tom Glatt), Bryan Jennings (Maurice Weintraub), Tom Galantich (senatore Ted Weller), Carrie Preston (Elsbeth Tascioni)

## Social media e malumori
- Titolo originale: Social Media and Its Discontents
- Diretto da: Jim McKay
- Scritto da: Robert King e Michelle King

### Trama
Mentre Marissa chiede a Jay di insegnarle il mestiere di investigatore, il primo incarico che Neil Gross affida allo Studio è quello di stilare i termini di servizio relativi ai numerosi post problematici che compaiono su ChumHum. Si tratta di interventi razzisti, antisemiti o misogini, a volte vere e proprie minacce; Gross le giudica ovviamente malvagità, ma è anche preoccupato per i suoi affari, non vuole perdere gli inserzionisti pubblicitari e dunque chiede l'elaborazione di un filtro che migliori la situazione, regole che definiscano l'espulsione di membri pericolosi.
Tra gli avvocati incaricati si apre un acceso dibattito perché le distinzioni legali tra i vari tipi di interventi sono spesso ardue da cogliere. Alla fine, su proposta di Lucca, si conviene che la pericolosità di un post deve necessariamente essere valutata in base al contesto in cui è stato inserito. Si stabilisce inoltre che gli autori di interventi sgraditi e pericolosi vengano temporaneamente sospesi sino a un appello di fronte agli avvocati che servirà a decidere l'eventuale espulsione, o le condizioni per il reintegro.
Il primo appello si apre di lì a poco contro Felix Staples, un bizzarro personaggio che si autodefinisce "giornalista partecipativo". Si atteggia a vittima del politically correct e si mostra pieno di contraddizioni: dichiara di essere ebreo ma su ChumHum è stato bloccato a causa di commenti antisemiti; è gay ma appartiene alla Destra estrema. Rivendica il carattere politico dei suoi commenti ma in realtà è solo in cerca di pubblicità e considera divertente seminare zizzania. A un certo punto, istigati dallo stesso Felix, un buon numero di account iniziano a molestare verbalmente e a minacciare lo Studio.
Alla fine gli avvocati riescono a liberarsi di Staples chiudendo l'appello e riabilitandolo: cosa che ovviamente lo delude, dato che gli sottrae la possibilità di continuare a esibirsi.
Tuttavia i problemi non sono finiti: durante l'appello Marissa ha scoperto che Staples è entrato in possesso delle trascrizioni delle delibere elaborate dallo Studio riguardo alle regole da adottare. Evidentemente le ha ricevute da una talpa; sospettando che si tratti di Julius, Adrian fa perquisire il suo ufficio. Quando Julius se ne accorge, ne rimane profondamente offeso e telefona subito ad Andrew Hart, dichiarandosi disposto a trasferirsi nel suo Studio. Si scopre poi che le delibere erano state divulgate proprio da ChumHum, in modo che lo Studio servisse da eventuale capro espiatorio se le cose fossero andate male: ma ormai il danno è fatto.
Anche per Maia continuano i guai. Jax la contatta e cerca di metterla in guardia contro suo padre: Henry potrebbe chiederle un incontro, sembrerà una cosa innocua ma avrà addosso un microfono, cercherà di farla parlare e forse addirittura di incriminare anche lei. Maia rifiuta di credergli ma quando il padre la invita a cena con insistenza, cambia idea e chiede l'aiuto di Elsbeth Tascioni. L'avvocatessa le consiglia una contromisura difficile ma necessaria: Maia dovrebbe accettare l'invito e fornire false informazioni su di un caso inesistente, registrando di nascosto la conversazione. Potrebbe dire ad esempio che il fittizio imprenditore Travis Leopold ha versato allo Studio una tangente: se quelle informazioni salteranno fuori, la malafede di Henry sarà confermata. Inizialmente Maia non vorrebbe, ma poi si costringe a farlo.
La relazione tra Lucca e Morello continua con mille difficoltà perché la ragazza è ancora restia a impegnarsi seriamente. Colin invece le è sinceramente affezionato e si preoccupa per lei, tanto da spingersi a metterla in guardia: di recente è stato nominato dal suo capo supervisore dei casi che riguardano lo Studio e le consiglia di evitare coinvolgimenti con le loro finanze. Gli è infatti giunta voce che un certo Travis Leopold abbia versato alla Reddick una grossa tangente.
- Altri interpreti: Justin Bartha (Colin Morello), John Cameron Mitchell (Felix Staples), John Benjamin Hickey (Neil Gross), Paul Guilfoyle (Henry Rindell), Tom McGowan (Jax Rindell), Bernadette Peters (Lenore Rindell), David A. Gregory (Zach Devine), Adam Heller (Wilbur Dincon), Michael Cyrie Creighton (Tab Bentley), Carrie Preston (Elsbeth Tascioni)

## Una non così Gran Giurì
- Titolo originale: Not So Grand Jury
- Diretto da: So Yong Kim
- Scritto da: William Finkelstein
- Altri interpreti: Matthew Perry (Mike Kresteva), Aaron Tveit (Spencer Zschau), Paul Guilfoyle (Henry Rindell), Helene Yorke (Amy Breslin), Corey Cott (Tom C. Duncan), Zachary Booth (Jerry Warshofsky), Ron Canada (Andrew Hart), Clifton Davies (Anthony Spiegel), Adam Heller (Wilbur Dincon), Carrie Preston (Elsbeth Tascioni), Kevin Pollak (giudice Kyle Gallo)

## Reddick contro Boseman
- Titolo originale: Reddick v Boseman
- Diretto da: Michael Zinberg
- Scritto da: Keith Josef Adkins
- Altri interpreti: Louis Gossett Jr. (Carl Reddick), Paul Guilfoyle (Henry Rindell), Tom McGowan (Jax Rindell), Bernadette Peters (Lenore Rindell), Fisher Stevens (Gabriel Kovac), Frankie Faison (Jeremiah Easton), Helene Yorke (Amy Breslin), Scott Jaeck (sig Lovatelli), Andrea Martin (Francesca Lovatelli), Tommar Wilson (Jacob Greenwood), Phumzile Sitole (Sharise), Christiane Nole (signora Stanway)

## Auto condannato
- Titolo originale: Self Condemned
- Diretto da: Jim McKay
- Scritto da: William Finkelstein
- Altri interpreti: Dylan Baker (Colin Sweeney), Paul Guilfoyle (Henry Rindell), Tom McGowan (Jax Rindell), Bernadette Peters (Lenore Rindell), Mark Linn-Baker (giudice Don Linden), Luke Kirby (Harry McGrath), Helene Yorke (Amy Breslin), Chris McGarry (Nat Lazenby), Scott Aiello (Andrew Throeau), Charlie Hudson III (Todd Knudsen), Katrina Lenk (Naftali Amato), Jane Lynch (agente federale Madeline Starkey)

## Caos
- Titolo originale: Chaos
- Diretto da: Robert King
- Scritto da: Robert King e Michelle King
- Altri interpreti: Gary Cole (Kurt McVeigh), Paul Guilfoyle (Henry Rindell), Bernadette Peters (Lenore Rindell), John Cameron Mitchell (Felix Staples), Scott Bryce (Rupert Lennox), William Finkelstein (giudice Simon Kassovitz), Adam Heller (Wilbur Dincon), Audrie Neenan (giudice Marion Handgrove), Jason Biggs (Dylan Stack), Naomi Lorrain (infermiera McRaney)